# Buddy Lucas
Alonzo W. „Buddy“ Lucas (* 16. August 1914 in Pritchard (Alabama); † 18. März 1983 in Stamford, Connecticut) war ein US-amerikanischer Jazz- und Rhythm-&-Blues-Musiker (Mundharmonika, Tenorsaxophon, Gesang), Songwriter und Bandleader.

## Leben und Wirken
Lucas wuchs in Stamford auf und begann mit elf Jahren Klarinette zu spielen; mit 19 Jahren wechselte er zum Saxophon und spielte in lokalen Nachtclubs und Kneipen. Ende der 1940er-Jahre zog er nach New York City, wo er den Schlagzeuger Herman Bradley traf, der ihm Gigs und erste Aufnahme-Möglichkeiten verschaffte, u. a. auch einen Auftritt in Alan Freeds Radioshow. Er spielte 1950 bei Wynonie Harris, mit dem er für King Records aufnahm, und veröffentlichte Anfang der 1950er-Jahre eine Reihe von Singles auf dem R&B-Label Jubilee, wie Drive Daddy Drive, Hustlin’ Family Blues / I’ll Never Smile Again und mit The Orioles Shrimp Boats /Trust in Me. Daneben arbeitete er als Studiomusiker, u. a. für Aufnahmen wie Why Do Fools Fall in Love von The Teenagers (1956) und Tears on My Pillow von Little Anthony & the Imperials (1958) sowie für Produktionen der Label Groove, Gone, Jubilee, Tru-Sound, Lawn und Mohawk. 
In der zweiten Hälfte der 1950er-Jahre veröffentlichte Buddy Lucas etliche Coverversionen bekannter Rock-’n’-Roll-Hits für das Billiglabel Bell Records, wie Hound Dog, Blueberry Hill, Don’t Be Cruel, When My Dreamboat Comes Home, Priscilla, Honky Tonk und Searchin’. 1958 war er mit dem Titel 7-11, einer Rockversion von Pérez Prados Mambo No. 5 auf #30 der Billboard Popcharts.
Lucas schrieb den Song Steamboat, mit dem The Drifters erfolgreich waren. Auf Savoy Records begleitete er 1956 die Sängerin Big Maybelle. Seine Mitwirkungen an diesen Aufnahmen erschienen unter den Bandbezeichnungen Buddy Lucas & His Band of Tomorrow, The Gone All Stars und Buddy Lucas & His Shouters, gelegentlich auch als Big Buddy Lucas. In den 1960er-Jahren arbeitete er auch mit Jazzmusikern wie Albert Ayler (New Grass) und Yusef Lateef (Atlantic Blue). Im Bereich des Jazz und des R&B war er zwischen 1950 und 1958 an 178 Aufnahmesessions beteiligt, u. a. mit Hal Singer, Annie Laurie, Little Willie John, Jimmy Scott, Bill Doggett, Seldon Powell, King Curtis, Solomon Burke, LaVern Baker, Jimmy Smith, Clark Terry, Aretha Franklin, Illinois Jacquet, Jack McDuff, Johnny Hodges, Nina Simone, Screamin’ Jay Hawkins, Bernard Purdie, Cleanhead Vinson, Big Joe Turner, Count Basie, George Benson (Harlem Underground´), Hammond Smith, Jimmy Witherspoon, Lou Donaldson und Thad Jones.
Ab Ende der 1960er-Jahre verlagerte er seine Musikeraktivitäten auf Produktionen für Fernseh- und Radiowerbung. Ab 1972 spielte er noch für zwei Jahre in der Band des Broadwaymusicals Purlie, bevor eine Diabeteserkrankung seine Karriere beendete. Nach seiner Rückkehr nach Stamford trat er noch mit Herman Bradley im Club Catch 22 auf.

## Diskographische Hinweise
- Shake, Rock, Rattle and Roll
- Honkin' Sax (RCA Camden, 1967)
- Discotheque A Go-Go (Hoctor, 1965)
- 50 Fabulous Harmonica Favorites (ca. 1965)
- Hoppin' Bop With Buddy Lucas(ed. 2004)